# Илиева, Катя
Катя Илиева (болг. Катя Илиева; род. 3 января 1963) — болгарская легкоатлетка, специалистка по бегу на короткие дистанции. Выступала за сборную Болгарии по лёгкой атлетике в 1980-х годах, обладательница бронзовой медали турнира «Дружба-84», чемпионка Балкан, действующая рекордсменка страны в эстафете 4 × 400 метров, участница чемпионата мира в Хельсинки.

## Биография
Катя Илиева родилась 3 января 1963 года.
Первого серьёзного успеха на международном уровне добилась в сезоне 1983 года, когда вошла в состав болгарской сборной и выступила на Балканских играх в Измире, где превзошла всех соперниц в зачёте бега на 400 метров. Позднее стала чемпионкой Болгарии на дистанции 400 метров, на домашних соревнованиях в Софии завоевала золотую награду в эстафете 4 × 400 метров, установив при этом ныне действующий национальный рекорд Болгарии — 3:25.81. Благодаря череде успешных выступлений удостоилась права защищать честь страны на впервые проводившемся чемпионате мира по лёгкой атлетике в Хельсинки — в индивидуальном беге на 400 метров дошла до стадии полуфиналов, тогда как в программе эстафеты 4 × 400 метров вместе с соотечественницами Свободкой Дамяновой, Росицей Стаменовой и Галиной Пенковой заняла в финале седьмое место.
В 1984 году выиграла серебряные медали на международных турнирах в Остраве и Будапеште, бежала 400 метров на чемпионате Европы в помещении в Будапеште — дошла до полуфинала. Рассматривалась в качестве кандидатки на участие в летних Олимпийских играх в Лос-Анджелесе, однако Болгария вместе с другими странами восточного блока бойкотировала эти соревнования по политическим причинам. Вместо этого Илиева выступила на альтернативном турнире «Дружба-84» в Праге, где выиграла бронзовую медаль в эстафете 4 × 400 метров.
В 1986 году в беге на 400 метров взяла бронзу на международном старте в Варшаве. На соревнованиях в австрийском Линце с личным рекордом 23,88 получила серебро в беге на 200 метров, одержала победу в эстафете 4 × 100 метров.
В 1987 году в Софии установила личный рекорд в дисциплине 400 метров — 51,11. Принимала участие в Кубке Европы в Праге, где стала четвёртой в эстафете 4 × 400 метров.
В 1988 году в 400-метровом беге выиграла бронзовую и серебряную медали на турнирах в Софии и Праге соответственно.
В 1989 году в эстафете 4 × 100 метров показала шестой результат на Кубке Европы в Гейтсхеде. На чемпионате Балкан в Сере финишировала третьей в беге на 100 метров, победила в эстафете 4 × 100 метров.